# Altoona (Iowa)
Pour les articles homonymes, voir Altoona.
Altoona est une ville américaine du comté de Polk, dans l'État de l'Iowa. Au recensement de 2005, la population s'élevait à 13 301 personnes.
Le Bureau du recensement des États-Unis indique une superficie de 18,4 km2 pour Altoona.